# 海拉斯

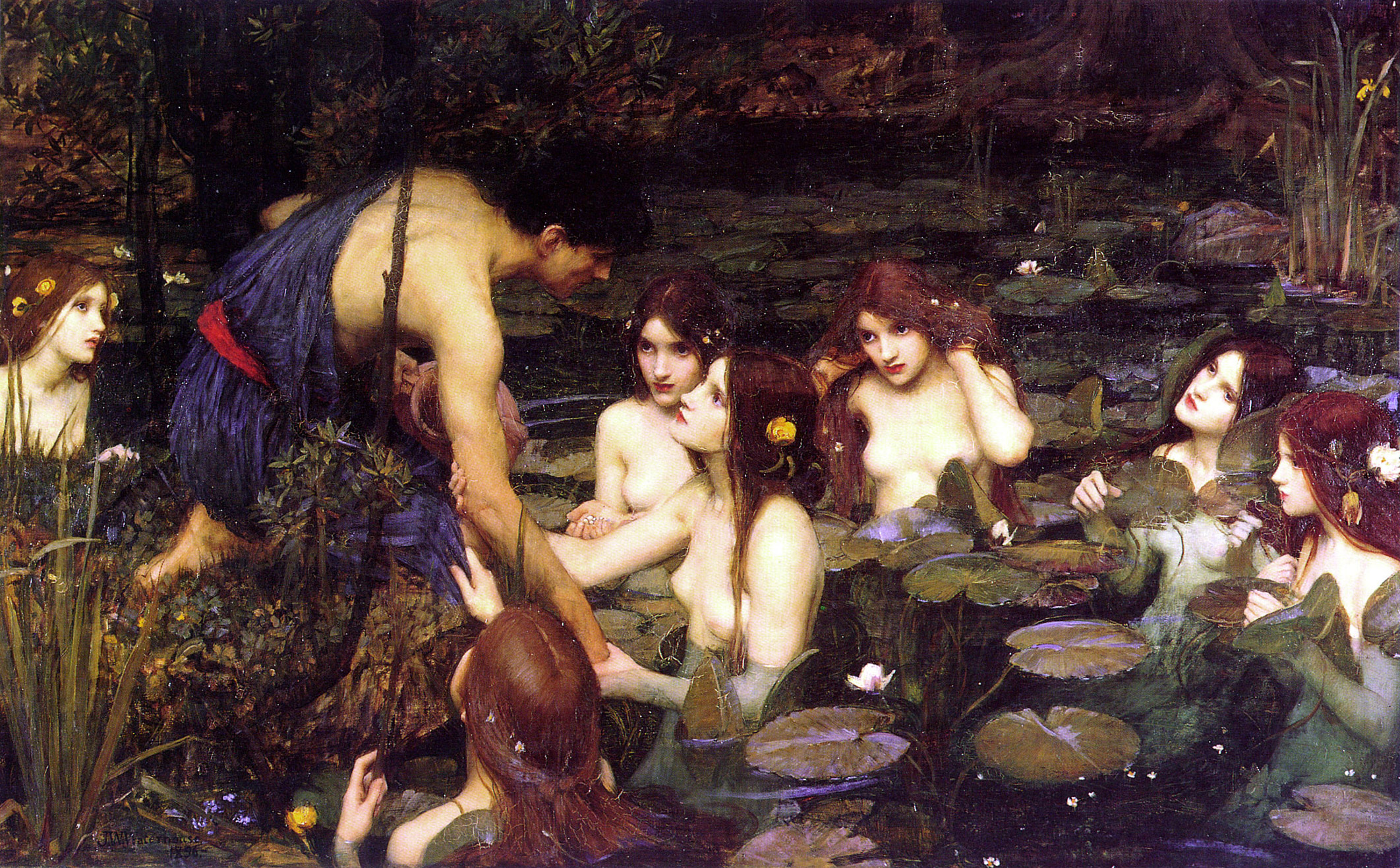
海拉斯和宁芙水仙们 (1896)
约翰·威廉姆·沃特豪斯/画

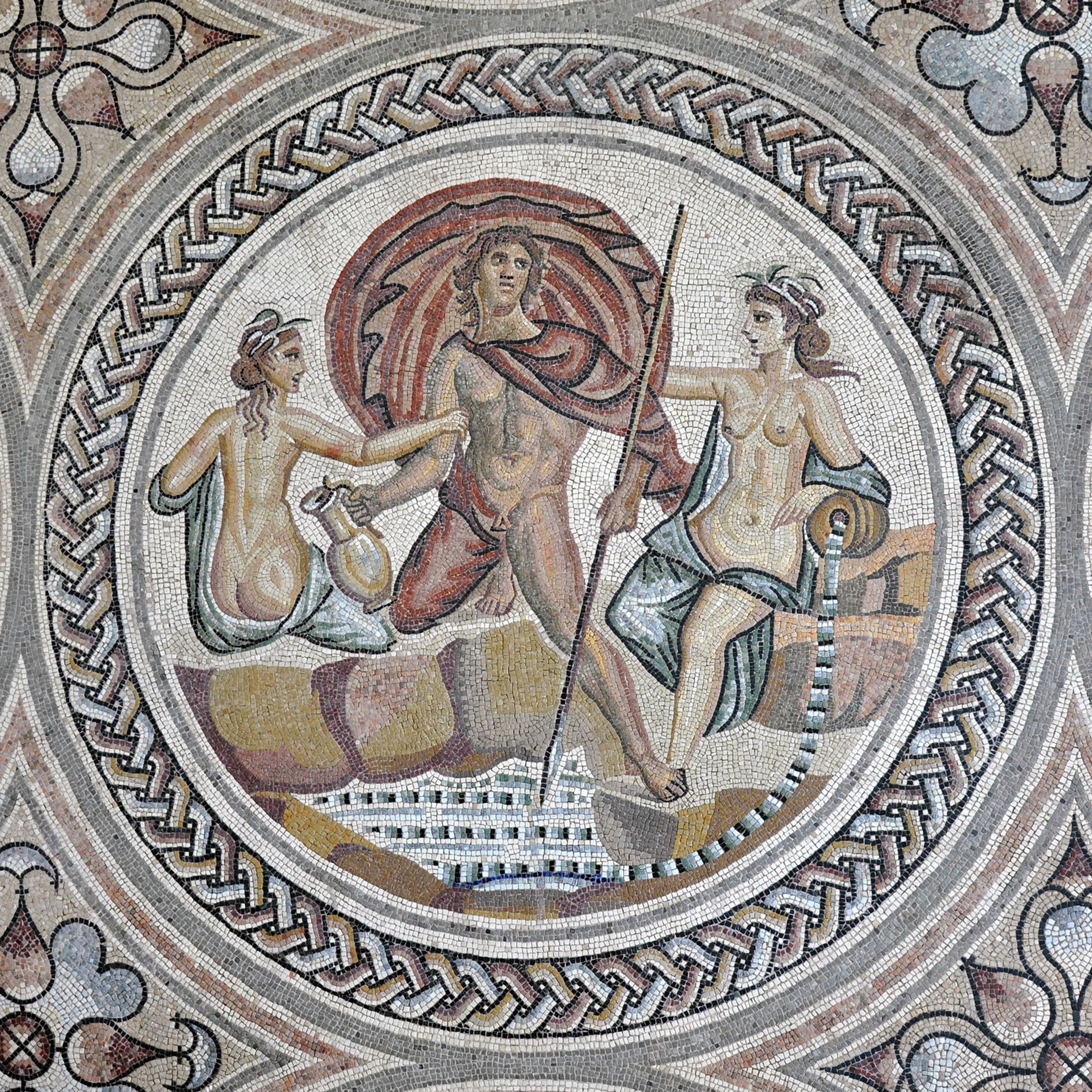
罗马时期的马赛克图像，描绘了海拉斯和宁芙的故事（三世纪）

海拉斯（希臘語：Ὕλας'）是希腊神话中的一个青年，大力神赫拉克勒斯的伴侶。他长相非常俊美。赫拉克勒斯很喜爱这个男孩，像父亲教儿子一样传授给他各种技艺。后来赫拉克勒斯带着海拉斯一起加入阿尔戈英雄的队伍去夺取金羊毛，在途中海拉斯到林中取水时，水中的宁芙迷恋于他的美貌，强行留下了他。这个故事是西方艺术中常见的主题。